# Publicaciones Fher
Fher es una editorial española, ubicada en Bilbao, dedicada a la producción de álbumes de cromos, libros didácticos, muñecas recortables, tebeos y troquelados, la mayoría con destino al público infantil y juvenil. 

## Trayectoria
La empresa fue fundada por los hermanos Germán y José Fuentes Lizaur  en Bilbao 1937.
De ahí las siglas, Fher, que significan "Fuentes Hermanos". 
En 1958 logró el permiso de la empresa estadounidense DC Comics para editar el primero de sus tres álbumes de cromos dedicados a Superman.
La editorial Fher fue pionera en la publicación de álbumes, recortables, tebeos y libros infantiles, como los de Marisol. Abundó también en las adaptaciones al formato de cromos de las grandes superproducciones de Hollywood. 
En el campo del cómic, editó igualmente adaptaciones de series de dibujos animados estrenadas en Televisión Española, como Bugs Bunny (1974), El Pájaro Loco (1974), Tom y Jerry (1974), La pequeña Lulú (1974), El bosque de Tallac (1979), Gatchaman (1980), Ruy, el pequeño Cid (1980) o Las aventuras de Tom Sawyer (1981). Muchas de ellas procedían de las compañías estadounidenses Dell Comics y Gold Key, cuyo material ya había sido difundido en España por Novaro.
Publicó los libros de la escritora francesa Henriette Bichonnier.
En el nuevo siglo, edita cuentos infantiles y libros de karate, como los de Masatoshi Nakayama, o magia.

## Colecciones de cromos
| Título                                                                 | Tamaño     | N.º cromos | Texto | Dibujo | Páginas | Precio | Año  | Comentario |
| ---------------------------------------------------------------------- | ---------- | ---------- | ----- | ------ | ------- | ------ | ---- | ---------- |
| Snow White and the Seven Dwarfs                                        |            | 216        |       |        |         |        | 1940 |            |
| Dumbo                                                                  |            | 240        |       |        |         |        | 1940 |            |
| Marcelino, pan y vino                                                  |            |            |       |        |         |        | 1955 |            |
| De la Selva Misteriosa a los Abismos del Mar                           |            | 346        |       |        | 40      |        | 1956 |            |
| Historia de los conquistadores y Hazañas de los pieles rojas y cowboys |            |            |       |        |         |        | 1957 |            |
| Marcelino en el Cielo                                                  |            |            |       |        |         |        | 1958 |            |
| Automóviles                                                            |            |            |       |        |         |        | 1958 |            |
| Superman en el Planeta Condenado                                       |            | 240        |       |        | 32      | 5      | 1958 |            |
| Vidas de acción                                                        |            |            |       |        |         |        | 1959 |            |
| Las aventuras de Rin tin tin                                           |            | 228        |       |        |         |        | 1962 |            |
| El Cid                                                                 |            |            |       |        |         |        | 1962 |            |
| Mary Poppins                                                           |            |            |       |        |         |        | 1962 |            |
| 55 días en Pekín                                                       |            |            |       |        |         |        | 1963 |            |
| Snow White and the Seven Dwarfs                                        |            | 240        |       |        |         |        | 1964 |            |
| La caída del Imperio romano                                            |            |            |       |        |         |        | 1965 |            |
| Bambi                                                                  |            | 210        |       |        |         |        | 1970 |            |
| Aventuras del Oso Yogui y los Picapiedra                               |            | 50         |       |        |         |        | 1971 |            |
| Festival Hanna-Barbera                                                 |            | 250        |       |        |         |        | 1971 |            |
| Los autos locos                                                        |            | 236        |       |        |         |        | 1972 |            |
| Los autos locos                                                        |            | 236        |       |        |         |        | 1972 |            |
| Motorismo                                                              |            | 210        |       |        |         |        | 1973 |            |
| Superman en el Planeta Condenado (reedición)                           |            | 210        |       |        | 14      |        | 1973 |            |
| Mazinger Z                                                             |            | 360        |       |        |         |        | 1978 |            |
| Superman: la película                                                  | 30 x 23 cm | 180        |       |        | 28      | 40     | 1978 |            |
| Superman II                                                            | 34 x 24 cm | 96         |       |        | 20      | 35     | 1978 |            |
| Banner y Flapi                                                         |            | 240        |       |        |         |        | 1979 |            |
| Star Wars: Episode V - The Empire Strikes Back                         |            | 225        |       |        |         |        | 1981 |            |
| Días Felices                                                           |            | 120        |       |        |         |        | 1981 |            |
| Alegres historias de Popeye el Marino y sus amigos                     |            | 175        |       |        |         |        | 1982 |            |
| Alegres historietas de la TV.                                          |            | 200        |       |        |         |        | 1983 |            |
| Fraggle Rock                                                           |            | 180        |       |        |         |        | 1985 |            |